# La Chanteuse de pansori
Pour plus de détails, voir Fiche technique et Distribution.
La Chanteuse de pansori (서편제, Seopyeonje) est un film sud-coréen réalisé par Im Kwon-taek, sorti en 1993.

## Synopsis
Youbong est un chanteur de pansori célèbre. Il apprend à sa fille Songhwa l'art du pansori et à son fils Dong-ho l'art de l'accompagner au tambour.

## Fiche technique
- Titre : La Chanteuse de pansori
- Titre original : Seopyeonje (서편제)
- Réalisation : Im Kwon-taek
- Scénario : Kim Myung-gon, d'après le roman de Yi Chong-jun, première partie des Gens du Sud
- Production : Lee Tae-won
- Société de production : Taehung Pictures
- Musique : Kim Soo-chul
- Photographie : Jung Il-sung
- Montage : Park Sun-duk
- Pays de production :  Corée du Sud
- Langue : coréen
- Format : Couleurs - 1,85:1 - Dolby - 35 mm
- Genre : Drame, film musical et historique
- Durée : 112 minutes
- Dates de sortie : 
  - Corée du Sud : 10 avril 1993
  - France :  22 novembre 1995

## Distribution
- Kim Myung-gon : Youbong
- Oh Jung-hae : Songhwa
- Kim Kyu-chul : Dong-ho
- Shin Sae-kil
- Ahn Byeong-kyeong : Naksan

## Autour du film
- Le pansori est l'art coréen du récit chanté, accompagné au tambour. Il est extrêmement caractéristique de la musique coréenne, par la difficulté de sa technique vocale, son rythme et ses mélodies.
- Le cinéaste Im Kwon-taek réutilisa le pansori comme outil narratif dans certaines de ses œuvres, telles que Le Chant de la fidèle Chunhyang (2000) ou Souvenir (2007), qui est une suite informelle à La Chanteuse de pansori.
- Le film a été tourné sur l'île de Changseondo[1]

## Distinctions
- Prix du meilleur film, lors des Blue Dragon Film Awards en 1993.
- Prix du meilleur film, lors des Grand Bell Awards en 1993.
- Prix du meilleur réalisateur et de la meilleure actrice pour Oh Jung-hae, lors du Festival international du film de Shanghai en 1993.

Le film est classé en douzième position de la liste des 100 meilleurs films établie par la Korea Film Archive en 2014.